# 紀元前260年
紀元前260年（きげんぜん260ねん）は、ローマ暦の年である。
当時は、「グナエウス・コルネリウス・スキピオ・アシナとガイウス・ドゥイリウスが共和政ローマ執政官に就任した年」として知られていた（もしくは、それほど使われてはいないが、ローマ建国紀元494年）。紀年法として西暦（キリスト紀元）がヨーロッパで広く普及した中世時代初期以降、この年は紀元前260年と表記されるのが一般的となった。

## 他の紀年法
- 干支 : 辛丑
- 日本
  - 皇紀401年
  - 孝霊天皇31年
- 中国
  - 周 - 赧王55年
  - 秦 - 昭襄王47年
  - 楚 - 考烈王3年
  - 斉 - 斉王建5年
  - 燕 - 武成王12年
  - 趙 - 孝成王6年
  - 魏 - 安釐王17年
  - 韓 - 桓恵王13年
- 朝鮮 :
- ベトナム :
- 仏滅紀元 : 287年
- ユダヤ暦 :

## できごと

### シチリア
- アグリジェントからのローマ軍の西進は、包囲されたセジェスタやマセラを解放しながら続いた。これらの街はローマ側につき、カルタゴからの攻撃を受けることとなった。
- ハンニバル・ギスコは、メッシーナ海峡のカルタゴ軍を統括する提督として、シチリアでの戦いに戻った。ローマが最初の海軍を派遣しようとしていたことから、カルタゴはこれを妨害することを決めた。ギスコはローマ軍の一部を破り、エオリア諸島付近で執政官のグナエウス・コルネリウス・スキピオ・アシナを捕虜とした。「ロバ」を意味する「アシナ」という渾名は、この戦いの際に名付けられた。しかし、周辺の海域に大量のローマ軍が進出してきており、カルタゴのこの勝利は限定的な意味しか持たなかった。
- カルタゴ軍の海域での優位性に対する自信から、ギスコはミュラエの戦いで伝統的な直線状布陣を敷いた。海戦の経験がなかったにもかかわらず、執政官ガイウス・ドゥイリウスは、四爪錨やコルウスを利用する等、海戦に地上戦の戦術を取り入れることで、カルタゴ軍を壊滅させた。
- ミュラエの戦いで勝利したローマ軍は、シチリア北部からテルメーへ侵攻したが、そこでハミルカル（英語版）の率いるカルタゴ軍に敗れた。

### エジプト・シリア
- 第二次シリア戦争
- この頃、叙事詩人ロドスのアポローニオスがアレクサンドリア図書館の館長となった。

### 中国
- 長平の戦いで、秦軍は趙軍を完全に打ち負かし、中国全土での軍事的な優位性を確立した。この戦いでは、趙軍は廉頗と趙括、秦軍は白起に率いられ、今日の高平市の近くで戦闘が起き、戦いの後には、数十万人の趙軍の兵士が処刑された。

## 誕生
- 始皇帝 - 秦の皇帝（紀元前210年没）

## 死去
- ハンニバル・ギスコ - カルタゴの将軍（紀元前300年生）
- 趙括（ちょう かつ、？ - 紀元前260年）-趙の武将。長平の戦いで戦死。